# Craugastor galacticorhinus
Espèce
Synonymes
- Eleutherodactylus galacticorhinus Canseco-Márquez & Smith, 2004

Craugastor galacticorhinus est une espèce d'amphibiens de la famille des Craugastoridae.

## Répartition
Cette espèce est endémique de l'État de Puebla au Mexique. Elle se rencontre à 2 155 m d'altitude dans la Sierra Negra.

## Publication originale
- Canseco-Márquez & Smith, 2004 : A diminutive species of Eleutherodactylus (Anura: Leptodactylidae), of the Alfredi group, from the Sierra Negra of Puebla, Mexico. Herpetologica, vol. 60, no 3, p. 358-363 (texte intégral).